# Jorkins Point
Jorkins Point är en udde i Kanada.   Den ligger i Regional District of Kitimat-Stikine och provinsen British Columbia, i den sydvästra delen av landet, 3 800 km väster om huvudstaden Ottawa. Jorkins Point ligger på ön Swindle Island.
Terrängen inåt land är kuperad åt nordost, men åt sydväst är den platt. Havet är nära Jorkins Point söderut. Trakten runt Jorkins Point är nära nog obefolkad, med mindre än två invånare per kvadratkilometer.. Det finns inga samhällen i närheten. 